# Perișor, Bistrița-Năsăud
Perișor, mai demult Curtuiușu de Jos, colocvial Curtuiușu Becleanului, (în maghiară Bethlenkörtvélyes, colocvial Körtvélyes) este un sat în comuna Zagra din județul Bistrița-Năsăud, Transilvania, România. Prima atestare istorică a avut loc în anul 1456. La recensământul din 2002 avea o populație de 630 locuitori.